# Gymnastique aux Jeux olympiques d'été de 1896 - Cheval d'arçons
Pour un article plus général, voir Gymnastique aux Jeux olympiques de 1896.
Navigation
Saint-Louis 1904
Cette page présente les résultats du concours du cheval d'arçons de Gymnastique aux Jeux olympiques de 1896.

## Résultats
| Rang | Gymnaste              | Pays      |
| ---- | --------------------- | --------- |
| 1    | Louis Zutter          | Suisse    |
| 2    | Hermann Weingärtner   | Allemagne |
| -    | Konrad Böcker         | Allemagne |
| -    | Charles Champaud      | Bulgarie  |
| -    | Alfred Flatow         | Allemagne |
| -    | Gustav Flatow         | Allemagne |
| -    | Georg Hillmar         | Allemagne |
| -    | Gyula Kakas           | Hongrie   |
| -    | Fritz Manteuffel      | Allemagne |
| -    | Karl Neukirch         | Allemagne |
| -    | Aristovoulos Petmezas | Grèce     |
| -    | Richard Röstel        | Allemagne |
| -    | Gustav Schuft         | Allemagne |
| -    | Carl Schuhmann        | Allemagne |